# Bloodline (álbum)
Bloodline es el primer álbum de estudio del proyecto musical Recoil, a cargo de Alan Wilder. Fue publicado el 14 de abril de 1992 por Mute Records en el Reino Unido, mientras que Reprise y Sire se encargaron de la distribución en Estados Unidos. El álbum fue producido por Alan Wilder, diseñado por Steve Lyon y asistido por Dave Eringa.

## Concepto
Luego de la extensa gira mundial en promoción de Violator, los miembros de Depeche Mode decidieron optar por tomarse un año de descanso, donde Wilder comentaba: «no podía estar sentado viendo como pasan las horas. [...] debería estar haciendo algo». Una de las bandas teloneras en la gira, Nitzer Ebb, empezó a tener una buena relación laboral con Wilder, posteriormente produciendo su cuarto álbum de estudio, Ebbhead. El vocalista Douglas McCarthy aportó voces para la canción introductoria y sencillo líder, una versión de «Faith Healer», originalmente interpretada por Alex Harvey. Otros invitados fueron Moby y Toni Halliday de la banda Curve.

## Grabación
En su sitio web oficial, Wilder respondió preguntas sobre la producción del álbum. «Edge to Life» contiene un sonido digital por el sintetizador Korg Pro 1X, mientras que «Faith Healer» contiene aspectos similares con «World in My Eyes», como el sonido de bajo y la caja. Sobre el desarrollo de «Electro Blues for Bukka White», fue inspirado en una compilación llamada The Legacy of the Blues que Wilder había escuchado. En particular, contiene extractos de la canción «Shake 'Em on Down» de Bukka White.
Sobre el instrumental «The Defector», fue descrito como un homenaje a Kraftwerk, poniendo unas voces sobre un vocoder para poder dar con un sonido más sintético. Wilder también menciona que fue una decisión deliberada incluir la voz de Moby más baja en «Curse». En el álbum, hay dos instancias de backmasking, durante el final de «Curse» aparece un sample de «The Lord is My Shepherd» por Diamanda Galás, mientras que en la canción homónima se escucha a la hija de Douglas McCarthy, Jeri, quién canta «Who's Afraid of the Big Bad Wolf?».
“Pensé que realmente no podía seguir siendo instrumental y ambiental, porque no quería que la gente usara mi música como música de fondo. Así que el proyecto tenía que tener algo que decir, algo que la gente pueda poner atención”.

## Recepción

### Crítica
La participación de Moby en «Curse» ha sido revisitada como “curiosa” al estar rapeando y su voz estando en dos semitonos más bajo, en contraste a su trabajo posterior, en particular algunas canciones en Play. Distintos medios en retrospectiva han comentado sobre que tanta influencia habrá tenido Wilder en «Electro Blues» con el material futuro de Moby.

## Lista de canciones
| N.º   | Título                                        | Duración |  |
| 1.    | «Faith Healer» (Douglas McCarthy)             | 6:00     |  |
| 2.    | «Electro Blues for Bukka White» (Bukka White) | 8:57     |  |
| 3.    | «The Defector» (Instrumental)                 | 8:06     |  |
| 4.    | «Edge to Life» (Toni Halliday)                | 6:12     |  |
| 5.    | «Curse» (Moby)                                | 7:04     |  |
| 6.    | «Bloodline» (Toni Halliday)                   | 6:48     |  |
| 7.    | «Freeze» (Instrumental)                       | 7:26     |  |
| 50:38 |                                               |          |  |

| Bonus tracks digital |                                                    |          |  |
| N.º                  | Título                                             | Duración |  |
| 8.                   | «Faith Healer (Trance Mix)»                        | 7:28     |  |
| 9.                   | «Faith Healer (Conspiration Theory)»               | 7:10     |  |
| 10.                  | «Faith Healer (Disbeliever Mix)»                   | 4:10     |  |
| 11.                  | «Faith Healer (Deformity)»                         | 4:50     |  |
| 12.                  | «Faith Healer (Barracuda Mix)»                     | 5:33     |  |
| 13.                  | «Faith Healer (Conspiracy (Double Bullet) Theory)» | 4:44     |  |
| 14.                  | «Faith Healer (Healed Mix)»                        | 3:51     |  |
| 01:28:14             |                                                    |          |  |

## Créditos y personal
Adaptados desde AllMusic.
- Alan Wilder – Composición, instrumentos, producción.
- Steve Lyon – Ingeniería.
- Dave Eringa – Asistente de ingeniería.
- Stuart Hawkes – Corte en Tape One.
- Martyn Atkins, T+CP Associates – Diseño, fotografías.
- Alex Harvey – Composición (1).
- Hugh McKenna – Composición (1).
- Douglas McCarthy – Voz (1).
- Bukka White – Voz (2).
- Toni Halliday – Voz (4, 6).
- Richard Hall – Voz (5).
- Diamanda Galás – Voz (5).
- Jimmy Hughes – Bajo (4).